# You Were Meant for Me (singolo)
You Were Meant for Me è un singolo della cantante statunitense Jewel, pubblicato nel 1996 ed estratto dal suo primo album in studio Pieces of You.
Il brano è stato scritto dalla stessa Jewel Kilcher con Steve Poltz.
Nella raccolta Greatest Hits (2013) di Jewel, è presente una versione registrata con la partecipazione del gruppo Pistol Annies.

## Tracce
- CD (Europa)

1. You Were Meant for Me (album edit)
2. Cold Song
3. Rocker Girl

## Video
Il videoclip della canzone è stato diretto da Lawrence Carroll e vede la partecipazione di Steve Poltz. Esso ha vinto il premio "Best Female Video" nell'ambito degli MTV Video Music Awards 1997.